# Matteo Discepolo
Matteo Discepolo (Salerno, 1º ottobre 1932) è un pittore e scultore italiano.

## Biografia
Dopo aver studiato all'Accademia di Belle Arti di Napoli, si è specializzato a Roma; allievo di grandi maestri, esordisce nel 1958 aggiudicandosi il Primo Premio Nazionale di Incoraggiamento del Ministero della Pubblica Istruzione assegnatogli da Cesare Brandi, Giulio Carlo Argan e Palma Bucarelli, cui faranno seguito altri importanti premi quali il Premio Nazionale Massa Carrara ed il Premio 11 febbraio a Roma. Dal 1967 si è trasferito a Cagliari dove ha aperto uno studio. Ha esposto in Italia e all'estero ottenendo importanti riconoscimenti di critica e di pubblico; alcune sue opere sono ospitate in gallerie e musei e alcune delle sue sculture ornano spazi pubblici. Alcune sue opere sono apparse in aste nazionali.

## Mostre
- Mostra Personale alla Galleria la Balena Forte dei Marmi, 1956
- Mostra Personale alla Galleria S.Luca Roma, 1962
- Mostra Personale alla Galleria Senatore Düsseldorf, 1962
- Moatra Personale alla Galleria Balzac Parigi, 1966
- Mostra personale alla Galleria Arcobaleno Valenza, 1967
- Mostra Personale Circolo culturale Galileo Piombino, 1967
- Mostra Personale alla Galleria comunale d'arte di Cagliari. Cagliari, 1985
- Mostra Personale al "Caffè dell'Arte" di Cagliari, 1998
- È l'estate a Pula. Mostra collettiva. Consorteria delle Arti, Pula, 2007
- Cagliari sopra e sotto: Mostra realizzata nel

Convitto Nazionale di Cagliari con 70 dipinti firmati da Discepolo e dall’artista Italo Carrucciu, abbinata alle immagini inedite su Cagliari sotterranea e alle didascalie poetiche firmate da Marcello Polastri, 2008
 Archiviato il 7 novembre 2017 in Internet Archive.
- Mostra d´Arte e Rassegna Fotografica sul tema Le città bagnate dal Mediterraneo con vari artisti fra cui Alberto Dal Cerro, Emanuela Asquer e altri. Carloforte, Girotonno, Teatro Cavallera, 2008
- La Corte di Eleonora, mostra collettiva in concomitanza con il 23/o Salone dell'Arredamento e il 18/o Salone dell'Antiquariato. Fiera, torna l'arredo e l'antiquariato - Rassegna Stampa - Comune Cagliari News Archiviato il 4 marzo 2016 in Internet Archive. Cagliari, Quartiere Fieristico, Padiglione B; 2008

## Opere ospitate in luoghi pubblici

### Opere Scultoree
- Stele in memoria di Vincenzo Porceddu, bronzo cm 20, inaugurata il 2 dicembre 2000 a Ortacesus, cimitero comunale.
- Monumento ai Caduti - Stele Basalto con Mater Mediterranea (bronzo, cm.22), Tratalias

### Opere pittoriche
- olio su masonite, titolo Dimensione e Limite. Galleria Nazionale d'Arte Moderna e Contemporanea[senza fonte]
- Un quadro di Matteo Discepolo era visibile nel Palazzo Regionale di Viale Trento a Cagliari, ma nel 2001 se ne sono perse le tracce.[collegamento interrotto]
- Un quadro di Discepolo è visibile nel Convitto Nazionale di Cagliari, nella centralissima via Manno. Dono che l’artista fece allo storico istituto della città nel 2008 in occasione di una mostra ospitata nello stesso edificio.